# Cezar Piernikarski
Cezar Piernikarski (ur. 28 grudnia 1928 w Dives-sur-Mer (Normandia), zm. 28 października 1991 w Kilonii) – prof. dr hab., slawista językoznawca, wykładowca Uniwersytetu Warszawskiego.

## Życiorys
W 1933 wraz z rodziną przeniósł się z Francji do Polski. Gimnazjum ukończył w Sulejówku, a maturę zdawał w Liceum Ogólnokształcącym im. Tadeusza Czackiego w Warszawie. Studia slawistyczne ukończył w 1956 na Wydziale Filologicznym Uniwersytetu Warszawskiego, pisząc pracę magisterską o wpływie dialektów polskich i słowackich na dialekty łemkowskie pod kierunkiem prof. Zdzisława Stiebera. Pracę doktorską pt. Typy opozycji aspektowych czasownika polskiego na tle słowiańskim obronił w 1968. Sześć lat później uzyskał stopień doktora habilitowanego, na podstawie rozprawy dotyczącej struktur składniowych. W 1990 uzyskał tytuł profesora nadzwyczajnego.
Od ukończenia studiów pracował w Instytucie Slawistyki Uniwersytetu Warszawskiego, pełniąc w nim funkcję kierownika Zakładu Filologii Czeskiej i Słowackiej (1973-1977), a następnie dyrektora Instytutu (1981-1984). Był także pracownikiem Instytutu Słowianoznawstwa PAN. Wykładał na uniwersytetach w Ołomuńcu, Tybindze, Amsterdamie i Kilonii.
Spoczywa na cmentarzu w Sulejówku.

## Dzieła
- 1969: Typy opozycji aspektowych czasownika polskiego na tle słowiańskim
- 1975: Czasowniki z prefiksem po w języku polskim i czeskim : na tle rodzajów akcji w językach słowiańskich
- 1990: Struktura syntaktycznych grup homogenicznych : w zestawieniu z niektórymi typami grup heterogenicznych